# Pierre Oscar Maximilien de Brigode-Kemlandt
Pour les autres membres de la famille, voir Famille de Brigode.
Pour les articles homonymes, voir Brigode.
Pierre Oscar de Brigode-Kemlandt, né le 13 aout 1814 à Lille (Nord) et décédé le 17 mai 1874 à Paris, est un homme politique français.

## Biographie
Pierre Oscar Maximilien Frédéric Louis de Brigode-Kemlandt est l'aîné des trois enfants de Pierre de Brigode de Kemlandt, président du Conseil-général du Nord, et de Marie-Antoinette de Luytens de Bossuyt.
Propriétaire terrien, il est maire de Camphin en Pévèle, où il habite le château de Luchin.
Il est nommé par décret du 16 mars 1869 chef de bataillon de la garde nationale mobile du département du Nord. Il démissionne le 10 décembre 1870 .                     
Il participe à la guerre franco-allemande de 1870 dans l'armée du Nord du 23 novembre 1870 au 10 décembre 1870.
Il est député du Nord de 1871 à 1874 :
Il est élu le 8 février 1871, siégeant à droite, parmi la majorité de la Chambre, composée de conservateurs monarchistes. Le 10 juin 1871, il vote pour l'abrogation des lois d'exil, le 30 août 1871, pour le pouvoir constituant de l'Assemblée.
Le 24 mai 1873, il vote pour l'acceptation de la démission de Thiers, les 19 et 20 novembre 1873 pour la prorogation des pouvoirs du maréchal de Mac-Mahon.
Le 20 janvier 1874, il vote pour la loi des maires.
Il meurt en cours de mandat, le 17 mai 1874. Il est enterré avec sa femme à Annappes.

### Distinction
- Chevalier de la Légion d'honneur (30 décembre 1870).
- Chevalier de l'Ordre de Malte[6].

### Mariage et descendance
Il épouse à Liège le 10 octobre 1840 Marie Albertine Léonie, baronne de Rosen (Liège, 1er août 1820 - 14 décembre 1885), fille de Charles-Hyacinthe, baron de Rosen, et d'Albertine Hélène de Grady de Bellair. Dont trois enfants :
- Pierre-Paul-Marie-Albert[6] de Brigode, comte de Brigode (Liège, 26 juin 1841 - Herck Saint Lambert, 16 septembre 1914), marié à Herck Saint Lambert le 26 juin 1867 avec Marie-Joseph-Stéphanie-Hubertine[6] de Stembier de Wideux (Bruxelles, 24 juin 1846 - Liège, 8 janvier 1898), fille d'Eugène et de Claire-Henriette-Hubertine-Stéphanie van Willigen[6]. Sans enfant ;
- Pierre-Marie-Ghislain-Hyacinthe-Maximilien[6] de Brigode (1845 - mort pour la France à la Bataille de Villers-Bretonneux, 27 novembre 1870) ;
- Eusébie-Marie-Ghislaine-Sylvie[6] de Brigode (Liège, 10 juin 1850 - Liège, 5 mars 1935), mariée à Liège le 19 juin 1872 avec Michel-Ferdinand-Raphaël, baron de Sélys-Longchamps (Liège, 30 novembre 1841 - Liège, 11 janvier 1911), lieutenant aux guides, chevalier de l'Ordre des Saints-Maurice-et-Lazare. Il est le fils d'Edmond de Sélys Longchamps zoologiste et président du Sénat (Belgique), et de Sophie-Caroline d'Omalius d'Halloy[6], fille de Jean-Baptiste d'Omalius. Dont postérité.

## Sources
- « Pierre Oscar Maximilien de Brigode-Kemlandt », dans Adolphe Robert et Gaston Cougny, Dictionnaire des parlementaires français, Edgar Bourloton, 1889-1891 [détail de l’édition]